# Lindenspitskop
De lindenspitskop (Oxycarenus lavaterae) is een wants uit de familie van de bodemwantsen (Lygaeidae). De wetenschappelijke naam werd gepubliceerd in 1787 door Johann Christian Fabricius.

## Uiterlijk
De langwerpig ovaal gevormde bodemwants is, als volwassen dier, altijd macropteer (langvleugelig) en kan 5 tot 6 mm lang worden. De kop, het halsschild en scutellum zijn zwart en voorzien van vele kleine putjes. De voorvleugels zijn rood en langs het scutellum donkerder. Het achterste deel van de voorvleugels, langs het doorzichtige gedeelte heeft vaak een donkere vlek. Het doorzichtige deel zelf is glanzend, zilverwit. De pootjes zijn net als de antennes volledig zwart van kleur.

## Leefwijze
De soort komt de winter door als volwassen dier en nimf en kan dan vaak in groten getale in groepen bij elkaar op lindebomen worden aangetroffen. In mediterrane gebieden zijn er vaak meerdere elkaar overlappende generaties per jaar. In het Middellandse Zeegebied leeft de wants op diverse planten uit de familie Malvaceae, in noordelijke streken vaak op Amerikaanse linde (Tilia americana) en aangeplante winterlinden (Tilia cordata).

## Leefgebied
De eerste waarneming in Nederland was in Noord-Brabant in 2008. De wants is nog zeldzaam, maar komt na versleping van linde in combinatie met zachtere winters nu vaker voor. De soort komt oorspronkelijk uit het gebied rond de Middellandse Zee en is ook te vinden in tropisch en zuidelijk Afrika en op het Arabisch schiereiland.